# Carlos Dardano
Carlos Dardano (även Dárdano), född 5 september 1958 i San Salvador i El Salvador, är en salvadoransk pilot. Han är mest berömd för nödlandningen av Taca Airlines Flight 110 på en gräsvall utanför New Orleans, den 24 maj 1988.

## Biografi
Dardano föddes in i en pilotfamilj och började lära sig flyga vid mycket tidig ålder tillsammans med sin far. Han skaffade sig sina licenser så snabbt som lagligt möjligt och började flyga yrkesmässigt i El Salvador när han var 16 år gammal.
1980, när Dardano var 20 år gammal, blev han i samband med inbördeskriget i El Salvador skjuten i ansiktet vid korseld medan han skulle landa sitt Douglas DC-3-plan på en mindre flygplats i El Salvador. Kulan gick in genom hans högra kind och ut genom hans vänstra öga, vilket gjorde honom permanent blind på ena ögat och därmed inkapabel att bedöma djup. Han lyckades trots skadan utföra en go-around och landa säkert på Ilopangos flygplats. Han fördes sedan med ambulans till sjukhus där han genomgick en sex timmar lång operation. Dardano var redan baserad i New Orleans när händelsen ägde rum, och varken amerikanska myndigheter eller salvadoranska myndigheter ville ta ifrån honom hans yrkeslicens. Så efter mycket träning och rehabilitering fick Dardano ett särskilt medicinskt certifikat som tillät honom att fortsätta sin karriär som pilot.
Efter skadan började Dardano arbeta som andrepilot för Aerolineas Argentinas i deras BAC 1-11. Därefter uppgraderas han till kapten, i samband med att han gick över till TACA Airlines och började flyga Boeing 737.

### Taca Airlines Flight 110

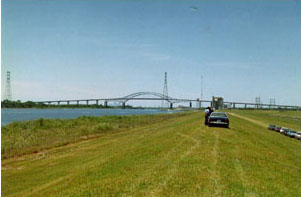
Gräsvallen där Dardano landade.

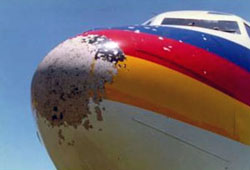
Skador på nosen efter flygningen genom stormen.

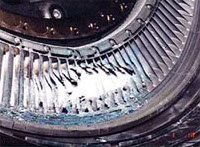
Trasiga turbinblad på vänster motor efter incidenten.

Den 24 maj 1988 skulle Dardano, som då endast var 29 år gammal och redan samlat ihop 13 410 flygtimmar varav 11 000 som kapten, flyga från San Salvador till Belize City och vidare till New Orleans i USA. Bredvid honom satt andrepilot Dionisio López, 46, som också var mycket erfaren med över 12 000 flygtimmar bakom sig. Bakom dem, i extrasätet, satt utvärderingskapten Arturo Soley. Soley var dock inte med för att utvärdera Dardanos eller López arbete, utan för att observera och utvärdera det nya flygplanet. Flygplanet hade då bara tillryggalagt 60 "cykler" (starter och landningar). Taca Airlines hade bara några månader dessförinnan börjat flyga med Boeing 737-300. Samtliga i besättningen hade flugit samma rutt, med samma flygplan, dagen innan.
Flygningen mellan El Salvador och Belize City skedde enligt rutinerna. När planet närmade sig New Orleans var vädret i området stormigt. På grund av bland annat en väderradar som inte uppfyllde dagens standard och bristfälliga meteorologiska prognoser kom de snabbt in i en hagelstorm. CFM International CFM56-motorerna klarade inte av det kraftiga haglet och vattenmängderna, vilket ledde till att båda motorerna stoppade strax under 15 000 fot (4 500 meter). Flera försök att starta om motorerna misslyckades, och det stod snabbt klart att man inte kunde nå New Orleans International Airport. Besättningen förberedde sig på att landa planet på vattnet i Lake Borgne, inom branschen kallat ditching (vattenlandning). I och med stormen, det låga molntäcket och skador på vindrutan från haglet var det svårt för piloterna att hitta en lämplig plats att landa. I stället för att försöka glidflyga så långt som möjligt beslöt sig Dardano för att flyga under molntäcket.
Dardano hade för avsikt att landa i inloppet från Borgnesjön till Mississippifloden, men Dionisio López såg gräsvallen och pekade ut den som förslag. Dardano instämde och ändrade omedelbart kurs; han tog ned landningsstället och vingklaffarna, som vid landning på fast mark. Han insåg dock att han var alldeles för högt uppe för att kunna landa på den 1 800 meter långa, 36 meter breda och något lutande gräsvallen. Då tog han till en manöver benämnd sideslip. Det innebär att ställa roder och skevroder i motsatt håll mot varandra och därmed tvinga in flygplanet i en 45-graders y-vinkel. Detta gör flygkroppen till en stor broms och är ett mycket effektivt sätt att snabbt förlora höjd. Men det är också en manöver avsedd för glidflygplan och små propellerplan, och inte för ett stort jetflygplan. Den oortodoxa taktiken fungerade, och Dardano kunde trots sin oförmåga att bedöma djup landa säkert på gräsvallen. Ingen ombord skadades, och Dardano och hans besättning hyllades som hjältar i både amerikanska och salvadoranska medier.
Det visade sig att de hade landat precis intill en NASA-anläggning som under andra världskriget varit en militär flygplats. Vägen som leder till anläggningen, Saturn Boulevard, var en tidigare landningsbana. Eftersom flygplanet var i bra skick efter landningen behövdes endast de trasiga motorerna bytas ut och planet bogseras cirka 500 meter innan testpiloter 13 dagar senare kunde lyfta från Saturn Boulevard och flyga det till New Orleans för ytterligare reparationer. Utredningen kom fram till att motorerna behövde modifieras för att kunna stå emot mer vatten, vilket utfördes snabbt. Flygplanet återgick i trafik och hade flera ägare innan det skrotades 2016.

### Fortsatt karriär
Dardano fortsatte som kapten för TACA Airlines. Efter att TACA 2009 köptes upp av Avianca omvandlades det till dotterbolaget Avianca El Salvador, där Dardano började flyga både Airbus A320-familjen och Embraer 190, vilket var de flygplanstyper som Avianca använde sig av.
Efter 49 år som pilot pensionerades Dardano som yrkesmässig pilot den 1 september 2023. Då hade han dessförinnan gett pilotträning till sin son som numera (2023) är andrepilot för Avianca.